# ديف موريسون (شاعر)
ديف موريسون (بالإنجليزية: Dave Morrison)‏ هو شاعر أمريكي، ولد في 1959.